# Герцог Альмасан

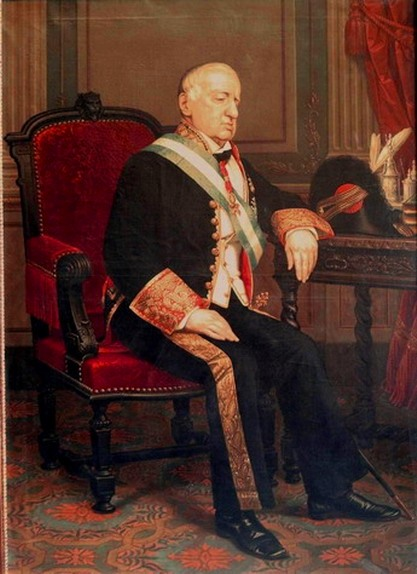
Хосе Рафаэль де Сильва Фернандес де Ихар, 12-й герцог де Ихар, 8-й герцог де Бурнонвиль, 7-й герцог де Альмасан, автор Бернардино Монтаньес, 1863—1870 годы. (Провинциальный совет Сарагосы)

Герцог де Альмасан (исп. Duque de Almazán) — испанский дворянский титул. Он был создан в 1698 году королем Карлосом II для Бернардо Абарки де Болеа, 3-го маркиза де лас Торрес, сеньора де Маэльи.
Название герцогского титула происходит от названия местечка Вильянуэва-де-Альмасан под городом Маэлья (провинция Сарагоса, автономное сообщество Арагон), рядом с монастырем Санта Мария де ла Трапа де Санта Сюсана.

## Герцоги де Альмасан
| №                         | Титул | Период                    |
| Креация создана Карлом II | Креация создана Карлом II | Креация создана Карлом II |
| ------------------------- | --- | ------------------------- |
| I                         | Бернардо Абарка де Болеа и Орнес (ум. 1738), сын Луиса Абарки де Болеа и Фернандес де Эредия, 2-го маркиза де Торрес, и Каталины Барбары де Орнес | 1698—1738                 |
| II                        | Буэнавентура Педро де Алькантара Абарка де Болеа и Бермудес де Кастро (1699—1742), сын предыдущего и Франсиски Бермудес де Кастро и Монкайо | 1738—1742                 |
| III                       | Педро Пабло Абарка де Болеа и Понс де Мендоса (18 декабря 1718 — 9 января 1798), единственный сын предыдущего и Хосефы Понс де Мендоса | 1742—1798                 |
| IV                        | Педро де Алькантара-Фадрике де Сильва Фернандес де Ихар и Абарка де Болеа Портокарреро и Понс де Мендоса (28 ноября 1741 — 23 февраля 1808), сын Хоакина Осорио де Сильвы Портокарреро Фернандеса де Ихара, 9-го герцога де Ихара (1721—1758), и Марии Энграсии Абарки де Болеа и Понс де Мендосы (1721—1750), дочери 2-го герцога де Альмасан | 1798—1808                 |
| V                         | Агустин Педро де Сильва Фернандес де Ихар и Палафокс (14 апреля 1773 — 12 декабря 1817), старший сын предыдущего и Рафаэлы де Палафокс и Крой де Хавре (1748—1777) | 1808—1817                 |
| VI                        | Франсиска Хавьера де Сильва и Фитц-Джеймс Стюарт (13 декабря 1795 — 6 сентября 1818), единственная дочь предыдущего и Марии Фернанды Фитц-Джеймс и Штольберг-Гедерн (1775—1852) | 1817—1818                 |
| VII                       | Хосе Рафаэль де Сильва и Фернандес де Ихар Португаль и Палафокс (28 апреля 1776 — 16 сентября 1863), второй сын Педро де Алкьантары-Фадрике де Сильвы Фернандеса де Ихара и Абарки де Болеа Портокарреро и Понс де Мендосы (1741—1808), и Рафаэлы де Палафокс и Крой де Хавре (1748—1777)                                                      | 1818—1863                 |
| VIII                      | Каэтано де Сильва и Фернандес де Кордова (8 ноября 1805 — 25 января 1865), старший сын предыдущего и Хуаны Фернандес де Кордовы, 7-й маркизы де Санвинсенте-дель-Барко (1785—1808) | 1863—1865                 |
| IX                        | Агустин де Сильва и Бернуй (10 мая 1822 — 7 мая 1872), единственный сын предыдущего и Марии де ла Соледад де Бернуй и Вальда (ум. 1806) | 1865—1872                 |
| X                         | Альфонсо де Сильва и Кэмпбелл (24 сентября 1852—1930), младший сын предыдущего и Агустины Митьянс и Мансанедо (1859—?) | 1872—1930                 |
| XI                        | Мария Арасели де Сильва и Фернандес де Кордова (2 ноября 1893 — 17 февраля 1966), дочь Альфонсо де Сильвы и Кэмпбелла, 17-го герцога де Ихара (1848—1930), и Марии дель Дульсе Фернандес де Кордова и Перес де Баррадас (1854—1923) | 1930—1966                 |
| XII                       | Мария дель Росарио Мариатеги и Сильва (18 октября 1921 — 7 ноября 2008), единственная дочь предыдущей и Альфонсо Мариатеги и Перес де Баррадас, 11-го маркиза де Кортес-де-Граэна (1880—?) | 1968—2008                 |
| XIII                      | Наталия Рут де Мариатеги и Муро, племянница предыдущей | 2016 — н. в.              |